# Glándula supraorbital

Pingüino magallánico.

La glándula supraorbital es un tipo de glándula que se encuentra junto a los laterales de las narinas de algunas especies de aves marinas, especialmente en los pingüinos, que elimina cloruro sódico del torrente sanguíneo. La función de la glándula es parecida a la de los riñones, aunque mucho más eficiente en la eliminación de sal, lo que permite a estas aves sobrevivir sin tener acceso al agua dulce. El término supraorbital hace referencia a su ubicación justo encima de la cuenca ocular, cuyas estructuras óseas se denominan órbitas.
Sin ellas vivir en ambientes de agua salada podría suponer grandes problemas para los pingüinos ya que la gran ingestión de sal deterioraría su salud, a pesar de que los pingüinos no beben agua salada directamente, pero la ingieren a través de sus presas. Así el agua salada entra en su sistema y debe excretarse eficientemente. Por ello la glándula supraorbital les permite sobrevivir en este ambiente al permitirles filtrar el agua de su organismo. La glándula se localiza justo encima del ojo y rodea un capilar de la cabeza, del que continuamente extrae la sal que pasa por él. El subproducto que elimina la glándula tiene una concentración de sal aproximadamente cinco veces mayor que se encuentra en los tejidos del animal, lo que indica su eficiencia. 
El ave excreta esta especie de salmuera de la glándula a través del pico. Con frecuencia este fluido gotea y parece que moquean. Otras veces lo expulsan por medio de un estornudo. En ausencia de agua salada, por ejemplo al estar en cautividad, la glándula permanece inactiva ya que no tiene otra función. Esta inactividad de la glándula supraorbital no afecta negativamente a la salud de los pingüinos.